# سیمین‌ماهی‌های شمالی
سیمین‌ماهی‌های شمالی (نام علمی: Hypomesus) نام یک سرده از تیره سیمین‌ماهی است.

## گونه‌ها
پنج گونه شناخته شده در این سرده وجود دارد: 
- سیمین‌ماهی ژاپنی (Brevoort, ۱۸۵۶)
- سیمین‌ماهی هوکایدو McAllister, ۱۹۶۳ (Japanese smelt)
- سیمین‌ماهی برکه (پیتر سایمون پالاس, ۱۸۱۴) (Pond smelt)
- سیمین‌ماهی خیزاب (Girard, ۱۸۵۴) (Surf smelt)
- سیمین‌ماهی دلتا McAllister, ۱۹۶۳ (Delta smelt)